# WrestleMania 32
L' édition 2016 de WrestleMania est un Premium Live Event de catch (lutte professionnelle) produit par la World Wrestling Entertainment, une fédération de catch américaine qui est télédiffusée et visible en paiement à la séance sur le WWE Network, ainsi que gratuitement sur la chaîne de télévision française AB1. L'événement a eu lieu le 3 avril 2016 au AT&T Stadium à Arlington (Texas). Il s'agit de la 32e édition de WrestleMania qui fait partie, avec le Royal Rumble, SummerSlam et les Survivor Series, du « Big Four ».
Ce sera le troisième WrestleMania qui se tiendra dans l'état du Texas, après WrestleMania X-Seven et WrestleMania XXV, et le premier à avoir lieu dans la région métropolitaine Dallas–Fort Worth Metroplex.
Le Main-Event du spectacle était un match simple entre Roman Reigns et le champion de la WWE Triple H, tandis que Shane McMahon affrontait The Undertaker dans un Hell In A Cell match (il s'agissait du premier match de McMahon depuis 2009), Brock Lesnar affrontait Dean Ambrose dans un No Holds Barred match et Charlotte affrontait Sasha Banks et Becky Lynch pour remporter le tout nouveau titre féminin : le WWE Women's Championship, remplaçant le Divas Championship.
Durant le spectacle, The Rock a battu Erick Rowan , dans un match impromptu grâce l'apparition inopinée de John Cena, le match est le plus court de l'histoire de WrestleMania, celui-ci n'a duré que 6 secondes battant le record de WrestleMania XXIV avec le match de 8 secondes entre Kane et Chavo Guerrero. La Battle Royal en la mémoire de André The Giant, qui comprenait la participation surprise de la légende de la NBA Shaquille O'Neal a été remportée par Baron Corbin.
Selon la WWE, WrestleMania 32 a défini plusieurs dossiers pour l'entreprise, le spectacle ayant rapporté 17,3 millions $ et une fréquentation de 101, 763 spectateurs,. Dave Meltzer, un journaliste connu dans le milieu catchesque, a contesté le chiffre officiel de présence, prétendant un chiffre d'environ 93.370. En dépit de son succès commercial, les critiques ont donné des critiques mitigées pour WrestleMania 32 en évaluant comme étant pire que NXT TakeOver: Dallas, qui a reçu des critiques élogieuses. Le Main-Event a attiré la critique et a également entraîné des huées et des chants par la foule en colère.

## Production

### Organisation du pay-per-view
WrestleMania est considéré comme l'événement phare de la WWE, souvent considéré comme le Super Bowl du divertissement sportif. Cet événement est le troisième WrestleMania à se dérouler dans l'état du Texas, après 2001 et 2009.
Les ventes de billets ont commencé le 6 novembre 2015, les billets individuels coûtants 18 $ à 1 180 $. Le 13 octobre 2015 le voyage avec l'hébergement coûtent de 575 $ à 6 625 $ par personne ont été vendus. Les nouveaux abonnés au WWE Network pourrait alors regarder l'événement, sans frais supplémentaires. Dave Meltzer du Wrestling Observer Newsletter a rapporté que WrestleMania 32 a battu le record de la WWE pour la plupart des billets vendus avec au moins 84.000 billets vendus. Forbes a spéculé que WrestleMania 32 pourrait briser le record de fréquentation de la WWE des 93.173 de WrestleMania III au Pontiac Silverdome à Pontiac, Michigan. Ce record était la plus haute fréquentation pour tout événement intérieur jusqu'à ce qu'à NBA All-Star 2010, qui a également été tenu au AT & T Stadium, a attiré 108.713.
Les cinq chansons officielles de l'événement étaient "My House" (de Flo Rida), "Hello Friday" (de Flo Rida featuring Jason Derulo) , "Sympathy for the Devil" (par Motörhead), et "Oh No" (by Goodbye June). Le 21 mars 2016, le groupe américain Fifth Harmony effectuera "America the Beautiful", pendant le coup d'envoi de WrestleMania.

### Hall of Fame

Logo du WWE Hall of Fame

Comme chaque année lors du plus grand spectacle de catch de l'année WrestleMania sur « The Grandest Stage of Them All » (« La plus grande scène de toutes »). La World Wrestling Entertainment (WWE) honore d'anciens employés de la World Wrestling Entertainment (anciennement World Wrestling Federation) et d'autres figures qui ont contribué au catch et au divertissement sportif en général dans le WWE Hall of Fame. Cette année, six noms du catch ont été intronisés au WWE Hall of Fame 2016, quatre catcheurs, une diva et une équipe.
| "Nom de ring" (nom de naissance)                                                   | Introduit par                           | Notes | Réf.   |
| ---------------------------------------------------------------------------------- | --------------------------------------- | --- | ------ |
| Sting (Steve Borden)                                                               | Ric Flair                               | Six fois WCW World Heavyweight Championship, deux fois NWA World Heavyweight Championship, deux fois WCW United States Championship et trois fois WCW World Tag Team Championship.         | [ 20 ] |
| The Godfather (Charles Wright)                                                     | John "Bradshaw" Layfield et Ron Simmons | Une fois WWF Intercontinental Championship, une fois WWF Tag Team Championship. | [ 21 ] |
| The Fabulous Freebirds (Michael Hayes, Terry Gordy, Buddy Roberts et Jimmy Garvin) | The New Day                             | Deux fois WCW World Tag Team Championship, deux fois WCW United States Tag Team Championship et une fois WCW 6-Man Tag Team Championship.                                                  | [ 22 ] |
| Big Boss Man (Raymond Traylor Jr.)                                                 | Slick                                   | Introduction posthume, quatre fois WWF Hardcore Championship & une fois WWF Tag Team Championship                                                                                          | [ 23 ] |
| Jacqueline (Jacqueline Moore)                                                      | The Dudley Boyz                         | Deux fois WWF Women's Championship & une fois WWF Cruiserweight Championship | [ 24 ] |
| Stan Hansen (John Stanley Hansen Jr.)                                              | Vader                                   | Une fois AWA World Heavyweight Championship & une fois NWA United States Heavyweight Championship                                                                                          | [ 25 ] |
| Joan Lunden                                                                        | Dana Warrior                            | Prix de journaliste, survivante du cancer du sein. | [ 26 ] |
| Snoop Dogg (Calvin Broadus Jr.)                                                    | John Cena                               | Invité spécial dans plusieurs épisodes de Raw. Était le maître de cérémonie pour le Playboy BunnyMania Lumberjill match entre Maria & Ashley et Melina & Beth Phoenix à WrestleMania XXIV. | [ 27 ] |

## Contexte
Les spectacles de la WWE en paiement à la séance sont constitués de matchs aux résultats prédéterminés par les scénaristes de la WWE. Ces rencontres sont justifiées par des storyline, une rivalité avec un catcheur, la plupart du temps ou par des qualifications survenues dans les émissions de la WWE telles que Raw, SmackDown, Superstars et Main Event. Tous les catcheurs possèdent un gimmick, c'est-à-dire qu'ils incarnent un personnage gentil ou méchant, qui évolue au fil des rencontres. Un pay-per-view comme WrestleMania est donc un événement tournant pour les différentes storylines en cours.

## Événement

### Kick-off
Les deux heures du  "WrestleMania Kick-off Show" a été accueilli par Renee Young, avec Booker T, Corey Graves et Lita en tant qu'analystes, tandis que Tom Phillips (en) et Cathy Kelley ont servi de correspondants.
Michael Cole, John "Bradshaw" Layfield, Mauro Ranallo, Jerry "The King" Lawler, et Byron Saxton ont servi en tant que commentateurs anglais, ainsi que les commentateurs espagnols, allemands, français, italiens, russes, portugais et japonais ont également commentés les matchs en direct dans le stade. Lilian Garcia et Eden Stiles ont servi d'annonceuses.

### Célébrités
Comme le veut la tradition à WrestleMania, le spectacle comprenait les apparitions de nombreux invités célèbres. Fifth Harmony, qui ont joué "America the Beautiful" au début du pay-per-view l'hôtesse de E! News, Maria Menounos a été intervieweuse dans les coulisses, et Snoop Dogg - qui la veille a été intronisé au Hall of Fame - a effectué une version live du thème d'entrée de sa cousine Sasha Banks.
Joan Lunden a été intronisée au Hall of Fame. La légende de la  NBA  Shaquille O'Neal était un participant surprise dans la André the Giant Memorial Battle royal (éliminant Damien Sandow et ayant un bras de fer avec son compatriote Big Show avant que les deux ont été éliminés par une dizaine d'autres lutteurs).

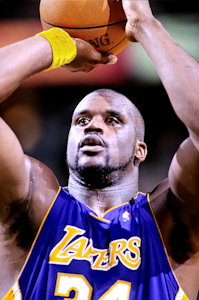
O'Neal a participé à la Battle Royal en la mémoire d'André The Giant.

### Rivalité entre Roman Reigns et Triple H
Le 4 novembre 2015, Seth Rollins est contraint de laisser vacant son titre à la suite de multiples blessures subies lors d'un house-show, Triple H annonce donc un tournoi pour couronner un nouveau WWE World Havyweight Champion lors des Survivor Series,. Le 22 novembre aux Survivor Series, Roman Reigns remporte le tournoi pour désigner le nouveau WWE World Havyweight Champion en éliminant Alberto Del Rio en demi-finale puis Dean Ambrose en finale, son règne est de courte durée car Sheamus en profitera pour encaisser sa mallette Money in the Bank pour ensuite porter son Brogue Kick sur Roman Reigns et remporter le WWE World Heavyweight Championship. La nuit suivante à Raw, lorsqu'il fixait Triple H et le WWE World Heavyweight Champion, Sheamus, Rusev lui inflige un jumping sidekick. Lors de TLC, Sheamus bat Roman Reigns et conserve son titre dans un TLC match avec l'aide de Rusev et Alberto Del Rio. Après le match, Roman Reigns passe à tabac Sheamus en lui mettant plusieurs coups de chaise. Triple H intervient mais Reigns prend le dessus sur Triple H, qui repart dans une ambulance. Lors du Raw suivant, Vince McMahon lui accorde un match contre Sheamus pour le titre dans un Title vs Career match. Plus tard, il bat Sheamus et devient pour la seconde fois WWE World Heavyweight Champion. Le 17 décembre à SmackDown, il arrive sur le ring et dit qu'il est fier qu'il soit devenu champion le jour de l'anniversaire de sa fille. Sheamus l'interrompt en disant qu'il y a une enquête en cours en ce qui concerne Reigns et qu'il ne peut pas se battre ou faire des apparitions.
Lors du 4 janvier 2016 à Raw, Roman Reigns bat Sheamus en conservant son titre, Vince McMahon en était l'arbitre du match. Après le match, McMahon annonce que le Royal Rumble match sera pour le WWE World Heavyweight Championship de Roman Reigns et que de fait, Reigns participera au match lors du Royal Rumble en 1re position. Lors du Royal Rumble, Triple H effectue son retour et élimine Reigns en 28e position et parvient à remporter le Royal Rumble match pour devenir le WWE World Heavyweight Champion en éliminant Dean Ambrose en dernier. Lors de Fastlane, Reigns bat Dean Ambrose et Brock Lesnar et devient challenger numéro 1 pour le WWE World Heavyweight Championship à WrestleMania 32. Le 22 février à Raw, Triple H attaque Roman Reigns, le visage de Reigns est ensanglanté à la fin du combat. En raison d'une blessure de Reigns provoquée dans le scénario, Triple H accepte de défier Dean Ambrose pour son titre. Le 12 mars lors du WWE Roadblock, il conserve son titre en battant Ambrose,,. La nuit suivante à Raw, après que Triple H bat Dolph Ziggler, un Reigns agressif fait son retour en attaquant Triple H mais également les arbitres et les agents de sécurité,.

### Rivalité entre la Team Total Divas et la Team BAD & Blonde
Leur rivalité commence dès le 29 février à Raw, alors que  Brie Bella  se faisait interviewer par Renee Young  ,Lana interrompt l'interview de Brie et défie cette dernière en coulisses en déclarant que les fans de Brie la soutiennent par "pitié " pour avoir Daniel Bryan comme mauvais mari. Plus tard dans la soirée, Brie avait affronté  Naomi mais perd le match à la suite d’une distraction de Tamina. À la fin du match, Lana apparaît sur la rampe d’entrée pour provoquer Brie. Le 3 mars à SmackDown, Lana intervient une nouvelle fois dans un des matchs de Brie pour la distraire mais sa tentative de distraction échoue.Le 7 mars à Raw, Brie perd contre  Summer Rae  à la suite d'une distraction de Lana et après le match, elle se fait attaquer par cette dernière qui lui porte le Bella Buster,(prise de finition de Brie). Le 10 mars à SmackDown, Brie bat  Summer Rae  dans un match revanche et après le match,elle se fait à nouveau attaquer par  Lana  en lui portant le Bella Buster. Au fil des semaines, Lana avait continué à distraire Brie pendant tous ses matchs (même si parfois ses tentatives de distraction échouent) et à même l'attaquer après ses matchs en lui portant le Bella Buster . Le 14 mars à Raw, Lana  s'allie à la Team BAD, composée de Naomi et de Tamina  à la suite d'une confrontation avec Paige en coulisses plutôt dans la soirée. Elle assiste depuis la table des commentateurs au combat par équipe de ses alliées [
Naomi et Tamina contre Brie et  Alicia Fox . Ces dernières perdent le match à la suite d'une distraction de  Lana  que l'arbitre n'avait pas vu. Le 22 mars à Main Event,  Natalya , aux côtés d' Alicia Fox  , accompagnent  Paige pour son match contre Naomi  , qui est accompagnée de Tamina  et Lana. Mais  Paige perd son match à la suite d'une distraction de  Summer Rae  et Emma qui fait son retour,ces dernières attaquent violemment Alicia et Natalya puis s'allient à Lana, Naomi et Tamina,nommant plus tard leur équipe , Team BAD & Blonde.Le 28 mars à Raw, Brie, Natalya et Alicia accompagnent  Paige pour son match contre Emma,qui est accompagnée par Summer Rae,Naomi,Tamina et Lana. Le match sera remporté par Emma après que  Lana  ait porté un Superkick sur Paige dans le dos de l'arbitre. Après le match,la Team BAD & Blonde attaque les Total Divas   jusqu'à ce qu'elles soivent sauvées par   Eva Marie  qui fait son retour et qui se joint à l'équipe. En conséquence, pour le kick-off de WrestleMania ,un match de divas par équipe de 5 est annoncé entre l’équipe  de Brie pour représenter l’ émission de télé-réalité Total Divas (Brie,Natalya, Alicia Fox, Paige et Eva Marie) et la Team BAD & Blonde (Tamina, Naomi, Lana, Emma et Summer Rae) .

### Rivalité entre The Undertaker et Shane McMahon
La nuit après Fastlane, Vince McMahon présente la toute première édition du "Vincent J. McMahon Legacy of Excellence" Award en le décernant à sa fille Stephanie McMahon. Stephanie McMahon est sur le point d'accepter le prix et à la surprise général Shane McMahon fait son grand retour pour la première fois depuis 2009 pour faire face à son père et sa sœur en ce qui concerne le statut de la société. Vince et Shane discute de l'état de Raw en parlant de la baisse de Raw. Vince fait ensuite un marché avec son fils en disant que Shane prendrait le contrôle de Raw s'il gagne un match de son choix. Shane accepte et Vince nomme The Undertaker comme son adversaire en ajoutant une stipulation comme le Hell in a Cell match. The Undertaker fait son retour à Raw la semaine suivante pour discuter du match et explique à Vince que le sang de son fils est entre ses mains. Le 14 mars à Raw, Shane confronte Undertaker et le questionne sur sa fidélité à Vince. Undertaker déclare que personne, pas même Vince, ne peut le contrôler. Shane insulte alors Undertaker de "salope". Undertaker et Shane se bagarrent, se terminant par un Chokeslam d'Undertaker sur Shane après que Vince ait poussé Shane vers Undertaker. Undertaker a ensuite tenté d'attaquer Vince, mais celui-ci est parti,.

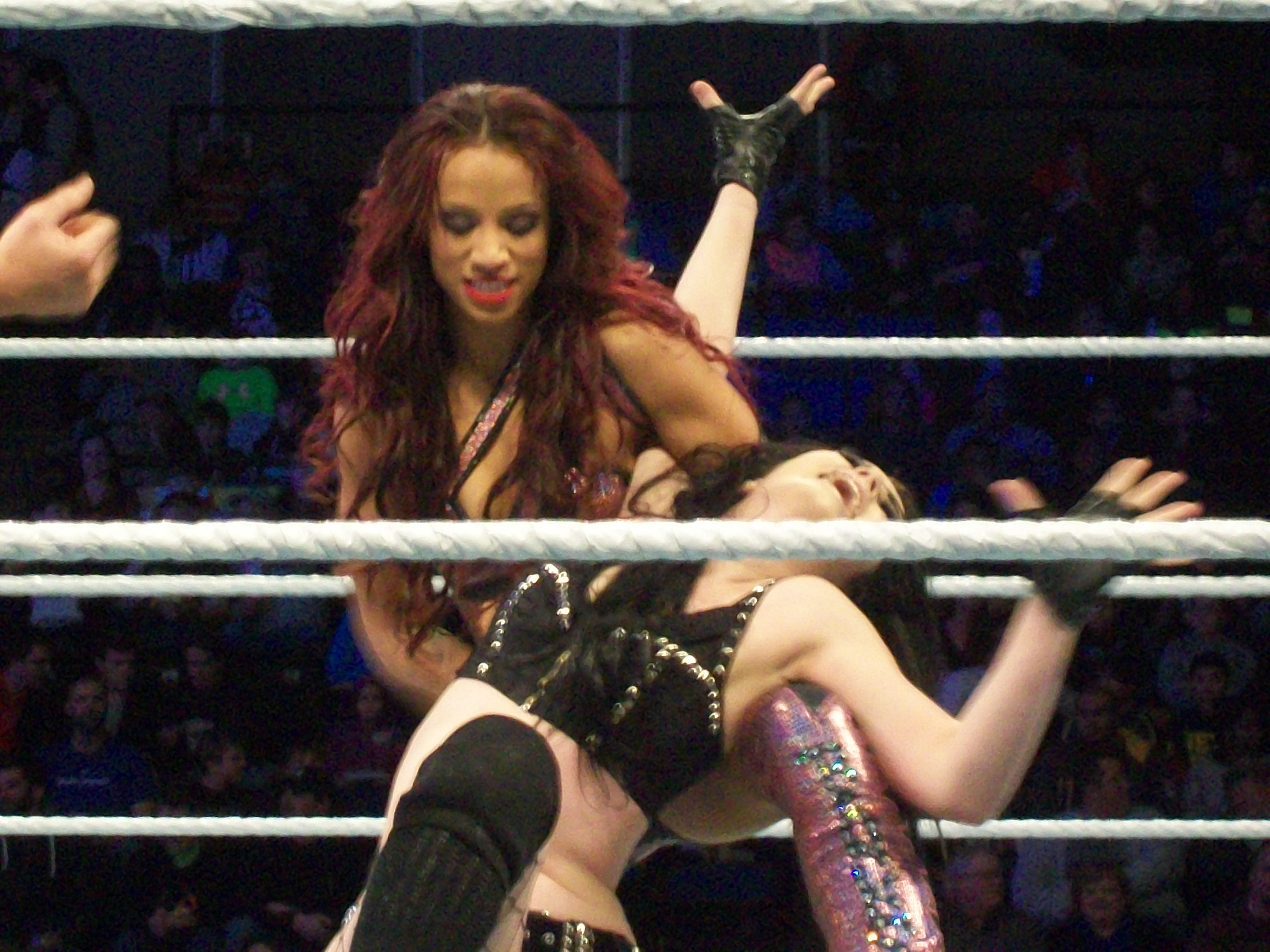
Sasha Banks participe au Triple Threat Match pour le WWE Women's Championship.

### Rivalité entre Brock Lesnar et Dean Ambrose
Dans le Triple Threat match à Fastlane, Brock Lesnar fait son Kimura Lock, une prise de soumission à Roman Reigns jusqu'à ce que Dean Ambrose attaque Lesnar avec une chaise en acier. Le lendemain, avant que Raw soit diffusé, Lesnar attaque Ambrose lors de son arrivée dans l'arène et Ambrose a été emmené à l'hôpital dans une ambulance. Lors de Raw, Paul Heyman lance un défi à toute personne dans le roster pour faire face à Brock Lesnar à WrestleMania. Ambrose fait son retour dans l'ambulance pour défier Lesnar dans un No Holds Barred Street Fight match, Lesnar accepte.

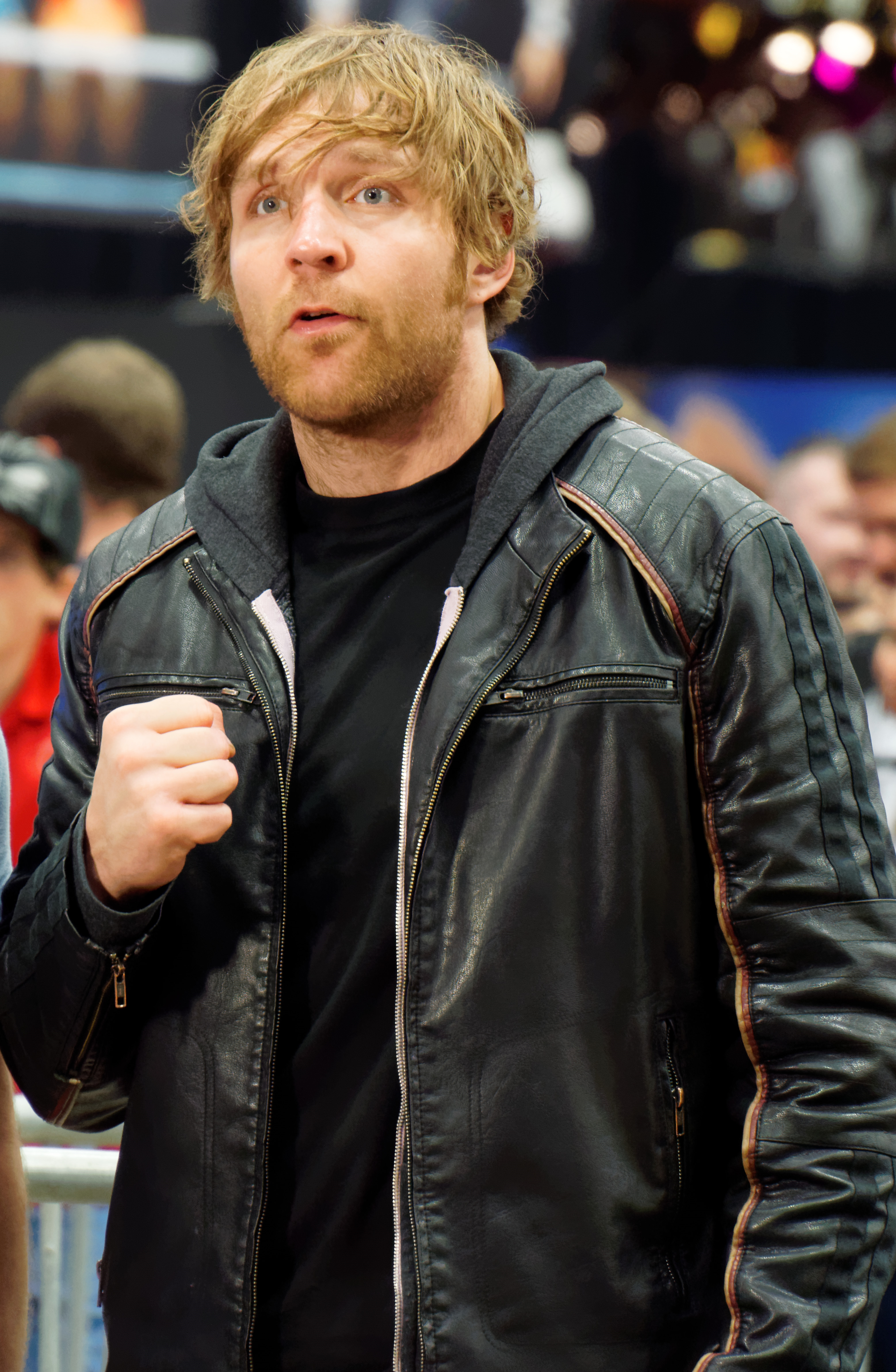
Dean Ambrose affronte Brock Lesnar dans un No Holds Barred Street Fight.

### Rivalité entre Charlotte, Sasha Banks et Becky Lynch
Après avoir battu Becky Lynch lors de Royal Rumble en conservant son titre des Divas, Charlotte se fait attaquer par Sasha Banks. Lors de Fastlane, Charlotte conserve son titre face à Brie Bella. Dans le même pay-per-view, Lynch et Banks battent la Team B.A.D (Tamina et Naomi) dans un match par équipe. La nuit suivante, après le match de Becky Lynch contre Sasha Banks, Charlotte les informe que l'une des deux se battra contre Charlotte à WrestleMania pour le titre. Le 29 février à Raw, Lynch et Banks s'affrontent dans un match pour devenir l'aspirante numéro 1 pour le match à WrestleMania, mais le match se finit avec un double tombé, un match de revanche aura lieu à SmackDown pour déterminer l'aspirante numéro 1 du titre. Lors de Smackdown, le match se finit en No Contest (aucune gagnante) à cause d'une attaque de Charlotte sur les deux concurrentes. Par la suite, Charlotte défendra son titre face à Becky Lynch et Sasha Banks dans un Triple Threat match à WrestleMania. Pendant le show, il fut annoncé par la WWE Hall of Famer Lita que le WWE Divas Championship serait abandonné et remplacé par le nouveau WWE Women's Championship. la Le Triple Threat Match opposant Charlotte, Becky Lynch et Sasha Banks fut donc pour le vacant WWE Women's Championship.

### André the Giant Memorial Battle Royal
En 2014, Hulk Hogan a décidé de rendre hommage à l'un de ses plus célèbres rivaux, André The Giant, en organisant à WrestleMania 30 une bataille royale en son honneur. Lors de WrestleMania 30, Cesaro a remporté la bataille en portant un Body Slam sur le Big Show. Lors de WrestleMania 31, le André The Giant Memorial Battle Royal est de retour, la bataille royale est remportée par Big Show en éliminant Damien Mizdow en dernier.
Le 14 mars, il est annoncé que la troisième édition annuelle du André The Giant Memorial Battle Royal est prévue pour WrestleMania. Selon la tradition, le gagnant recevra le André the Giant Memorial Trophy. Les compétiteurs s'ajouteront au fil des semaines jusqu'à atteindre le nombre total de 20.

### Rivalité entre The Usos et Dudley Boyz
Le 8 février à Raw, après avoir battu New Day et Mark Henry, The Dudley Boyz attaquent leurs coéquipiers The Usos. Les Dudley Boyz déclarent qu'ils ne reviennent pas à la WWE comme un "acte de nostalgie" et rappelle aux fans qu'ils sont "l'équipe la plus redoutable de la planète" avant de déclarer qu'ils n'utiliseront désormais plus leurs tables. Les semaines suivantes, les deux équipes s'attaquent les unes les autres. Le 14 mars, il est annoncé que les Usos feront face aux Dudley Boyz lors de l'événement.

### Rivalité entre The New Day et la League of Nations
Lors du Roadblock, les champions par équipe The New Day battent la League of Nations (Sheamus et King Barrett) pour conserver leurs titres. La nuit suivante à Raw, The New Day battent une nouvelle fois la League of Nations (Alberto Del Rio et Rusev) et conservent une nouvelle fois leurs ceintures. Après le match, la League of Nations attaque les New Day, puis leur lance un défi pour un match à WrestleMania. Le 15 mars, il est annoncé que le New Day fera face aux membres de la League of Nations dans un match handicap à 4 contre 3 pour le WWE Tag Team Championship. Toutefois, les ceintures ne furent plus en jeu et le match fut un match par équipe de trois contre trois.

### Match pour le Titre Intercontinental
Le 21 mars à Raw, le champion intercontinental de la WWE, Kevin Owens annonce un Triple Threat match pour une chance de défendre son titre à l'événement. Cette même nuit, Zack Ryder, Sin Cara, et Stardust ont un match pour devenir l'aspirant numéro 1 pour le titre intercontinental. Pendant le match, The Miz, Dolph Ziggler et Sami Zayn interviennent, estimant qu'ils devaient participer pour avoir une chance pour le titre. Stephanie McMahon déclare plus tard qu'Owens défendra son titre contre les six d'entre eux dans un Ladder match.

## Tableau des matchs
| Ordre par numéros | Résultat | Stipulation(s) | Temps |
| --- | --- | --- | ----- |
| 1P | Kalisto (c) bat Ryback | Match simple pour le WWE United States Championship | 08:58 |
| 2P | The Total Divas (Brie Bella, Alicia Fox, Eva Marie, Natalya et Paige) battent Team B.A.D. & Blonde (Naomi, Tamina, Lana, Summer Rae et Emma) | 10-Diva Tag Team match | 11:25 |
| 3P | The Usos (Jimmy et Jey) battent The Dudley Boyz (Bubba Ray Dudley et D-Von Dudley)                                                           | Tag Team match | 05:18 |
| 4 | Zack Ryder bat Kevin Owens (c), Sami Zayn, Dolph Ziggler, The Miz, Sin Cara et Stardust                                                      | Ladder match pour le WWE Intercontinental Championship | 15:23 |
| 5 | Chris Jericho bat AJ Styles | Match simple | 17:10 |
| 6 | The League of Nations (Sheamus, Rusev et Alberto Del Rio) (avec King Barrett) bat The New Day (Big E, Kofi Kingston et Xavier Woods)         | 6-Man Tag Team match | 10:03 |
| 7 | Brock Lesnar (avec Paul Heyman) bat Dean Ambrose                                                                                             | No Holds Barred Street Fight match | 13:06 |
| 8 | Charlotte (avec Ric Flair) bat Becky Lynch et Sasha Banks                                                                                    | Triple Threat Match La gagnante deviendra la première championne de la WWE. | 16:03 |
| 9 | The Undertaker bat Shane McMahon | Hell in a Cell match Si Shane McMahon gagne, il obtiendra le contrôle de Raw et son adversaire ne pourra plus catcher à WrestleMania. En revanche, si l'Undertaker gagne, Vince McMahon garde le contrôle du show rouge. | 30:05 |
| 10 | Baron Corbin remporte la André the Giant Memorial 20-Man Battle Royal en éliminant en dernier Kane,                                          | André the Giant Memorial 20-Man Battle Royal | 09:41 |
| 11 | The Rock bat Erick Rowan (avec Bray Wyatt et Braun Strowman)                                                                                 | Match simple | 00:06 |
| 12 | Roman Reigns bat Triple H (c) (avec Stephanie McMahon)                                                                                       | Match simple pour le WWE World Heavyweight Championship | 27:11 |
| La lettre C placée entre parenthèses désigne la personne ou l’équipe championne en titre. P – indique que le match a eu lieu lors du pré-show | | |       |

### Conséquences

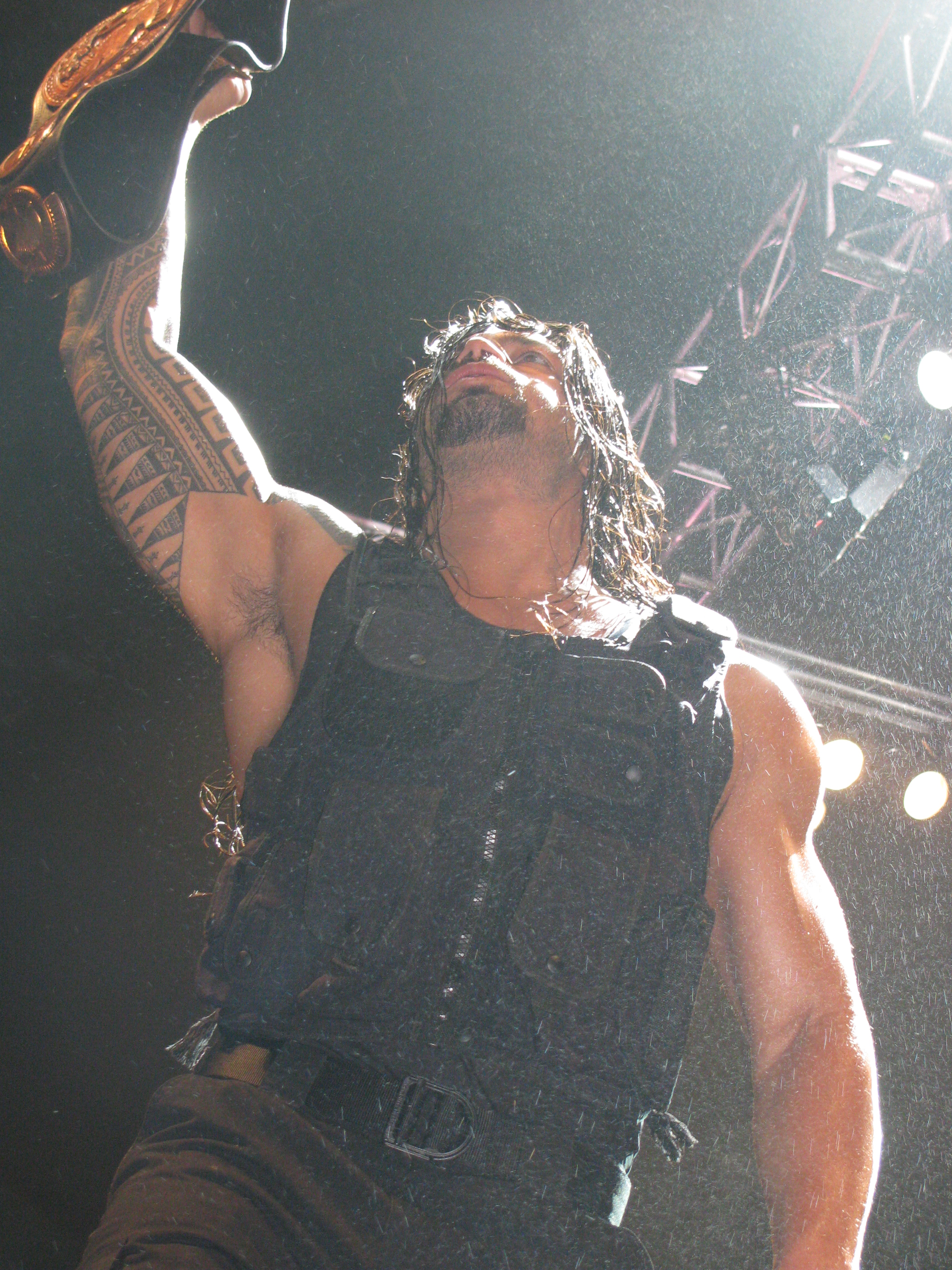
Roman Reigns devient plus hostile aux remarques des fans.

Malgré le fait que Shane McMahon ne prenne pas le contrôle de RAW à la suite de sa défaite contre l'Undertaker, il a reçu le contrôle des 4 prochains RAW suivant le spectacle,. Le RAW post-WrestleMania du 4 avril 2016 a commencé lorsque Vince McMahon a rejeté la foule et s'est vanté que la WWE soit son entreprise. Shane a interrompu le discours du président et serré la main de son père, qui lui a légué par la suite le contrôle du show phare de la WWE. 2 mois plus tard, Vince fit une annonce comme quoi le retour de la Brand Extension (séparation des deux shows ''Smackdown Live'' et ''Raw'' bien distincte) s'effectuerait en Juillet, la semaine juste avant le PPV Battleground et Shane a donc été désigné en tant que commissionnaire du show bleu avec comme représentant au poste de GM (''général manager'') Daniel Bryan, tandis que sa sœur Stephanie McMahon (qui réclamait également le contrôle de la WWE) pris quant à elle le pouvoir de Raw en tant que commissionnaire du show, avec comme général manager Mick Foley.
Les commentateurs de la soirée ont noté que les fans applaudissait les Superstars qu'ils devaient huer et vice-versa. Le nouveau champion Roman Reigns a déclaré qu'il était prêt pour avoir des prétendants au titre de la WWE, quatre Superstars ont répondu à l'invitation : AJ Styles, Chris Jericho, Sami Zayn et Kevin Owens. Une bagarre a éclaté entre les quatre sur le ring, se ponctuant par un Spear du champion sur Jericho. Shane McMahon, au pouvoir, a par la suite annoncé un affrontement entre les quatre lutteurs, cependant Sami Zayn s'est fait attaquer peu de temps avant le combat par Kevin Owens et fut jugé inapte à combattre. Il a été remplacé par Cesaro, qui a effectué son retour de blessure. Les quatre se sont ensuite affrontés dans un Fatal Four Way (combat à 4 adversaires, sans décompte extérieur ni disqualification) dans le Main-Event et AJ Styles triompha après un tombé victorieux sur Jericho, prenant ainsi sa revanche sur ce dernier 24 heures après WrestleMania.
Le règne de Zack Ryder en tant que nouveau champion Intercontinental n'a duré qu'une soirée. The Miz, avec l'aide de sa femme Maryse (qui effectue alors son retour à la fédération) a remporté le championnat à la suite d'une distraction et d'une altercation avec le père de Ryder qui assistait au show dans la première rangée du public.
Une cérémonie présentant Charlotte comme la nouvelle championne féminine de la WWE a eu lieu durant la soirée, avec la WWE Hall of Famer Lita et beaucoup de Divas en dehors du ring. Après que Charlotte a remerciée son père Ric Flair, la plupart des jeunes femmes ont quitté la scène, sauf Natalya qui a affronté Charlotte puis lui a impliqué sa prise de soumission : le Sharpshooter.

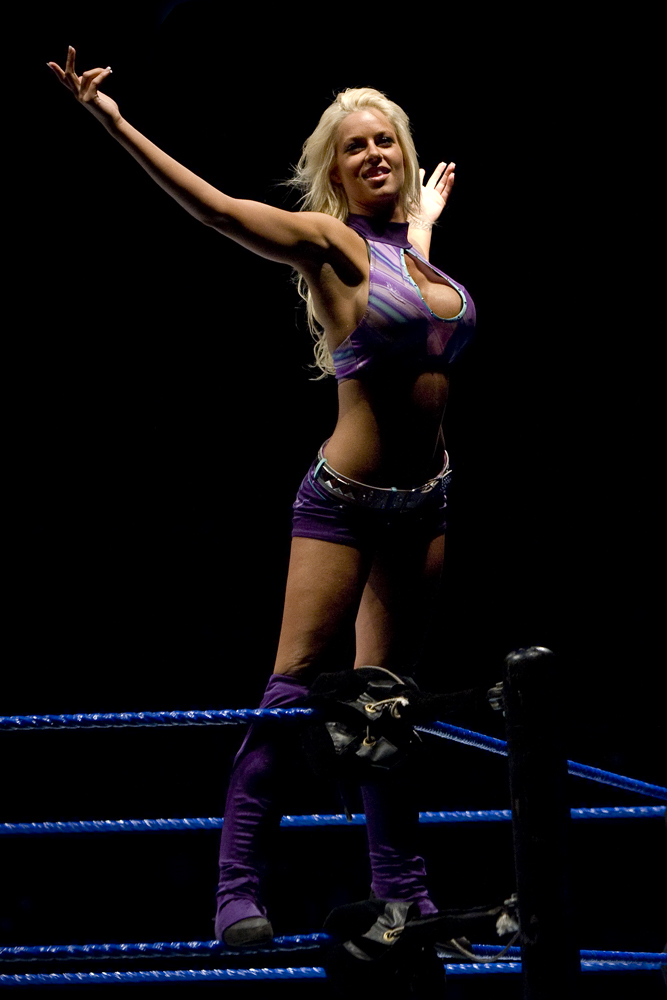
Maryse (en 2008 sur la photo) effectue son retour après 5 ans d'absence.

Cet épisode marque aussi les débuts des catcheurs de NXT tels que : Apollo Crews (ayant battu Tyler Breeze), Baron Corbin (ayant disputé un affrontement contre Dolph Ziggler s'étant terminé par double décompte extérieur) et le duo composé d'Enzo Amore et Colin Cassady (apparaissant dans l'arène après un combat des Dudleyz Boys, entamant des provocations à l'encontre de ces derniers, sous l'acclamation des fans).
Les New Day ont défendu avec brio leur ceinture de WWE Tag Team Champions face à la League Of Nations (Sheamus et King Barrett représentant leur clan). Une trahison a eu lieu après l'affrontement, Sheamus portant son Brogue Kick à son ancien acolyte Barrett avec l'assistance d'Alberto Del Rio et Rusev. La Wyatt Family est apparu par la suite et attaqué le trio, segment se concluant par un Sister Abigail par le chef de meute Bray Wyatt sur Sheamus.
Brie Bella a annoncé qu'elle prenait une pause au niveau du catch indéterminé pour se concentrer sur son couple avec Daniel Bryan.
A noter les absences importantes de Dean Ambrose, du champion des États-Unis Kalisto, John Cena (apparemment encore blessé malgré le segment diffusé lors de WrestleMania) et Triple H.